# Karel Hájek (odbojář)

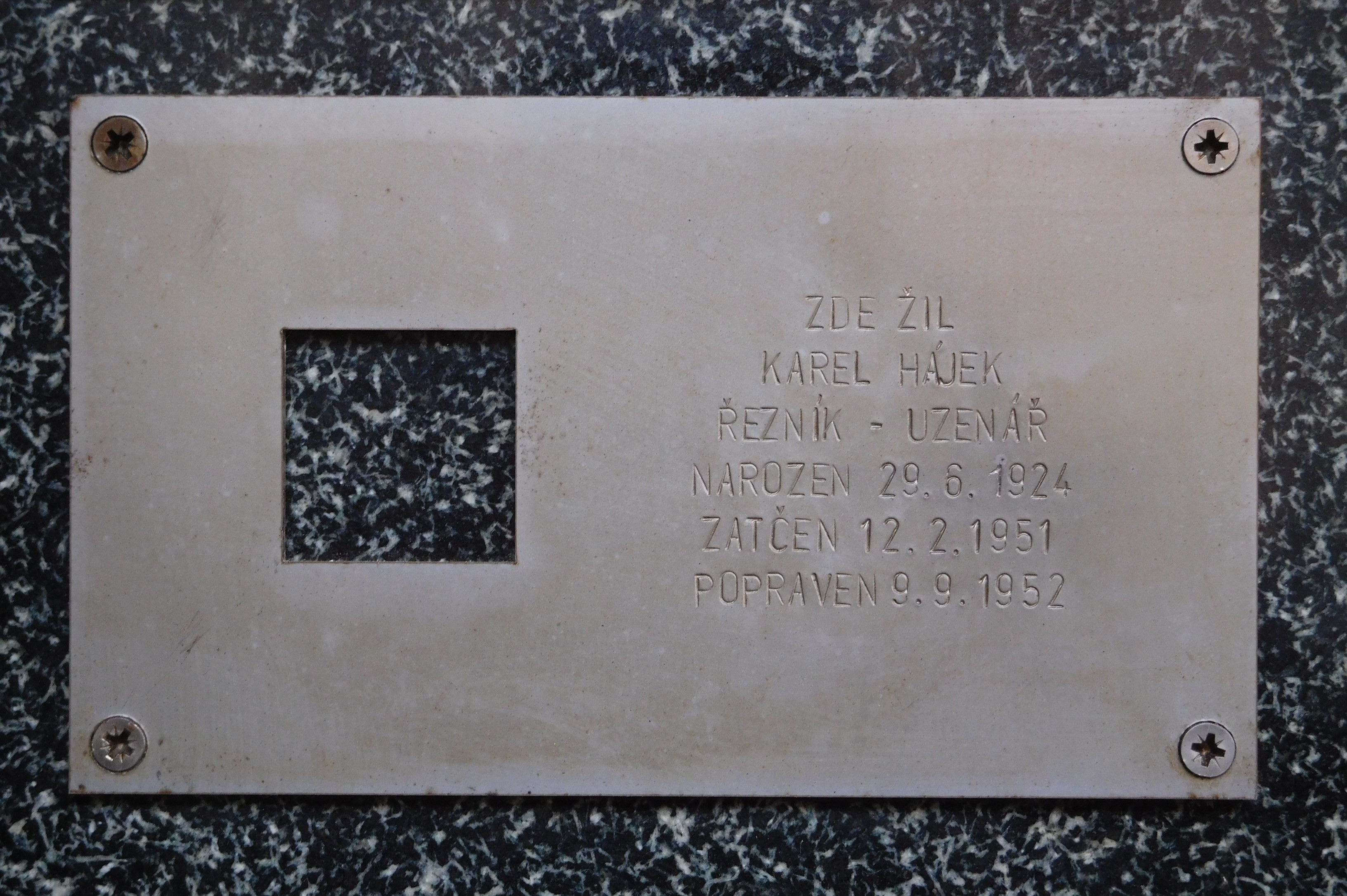
Pamětní deska Karla Hájka na domě U Hájků (Na poříčí 42)

Karel Hájek (29. června 1924 Praha – 9. září 1952 Pankrácká věznice, Praha) byl český řezník-uzenář a protikomunistický odbojář. V roce 1952 byl za trestné činy velezrady, vyzvědačství a napomáhání k vraždě v politickém procesu popraven.

## Životopis
Narodil se 29. června 1924 v Praze. Otec Karel Hájek starší byl řezník, matka Františka byla v domácnosti. V domě patřícímu jeho otci žila také Karlova mladší sestra Milena. Po dokončení obecné školy vystudoval reálné gymnázium. Po čtyřletém studiu na gymnáziu se další 2 roky učil u svého otce, jeden rok pak navštěvoval také řeznicko-uzenářskou školu. U svého otce pracoval až do svého totálního nasazení v roce 1944. V březnu 1945 se mohl vrátit, a do léta tak pokračoval v práci v podniku svého otce. Poté vystřídal několik zaměstnání, byl úředníkem u repatriačního úřadu, dělníkem ve výrobně mlékařských konví a později také řidičem.

### Odbojová činnost

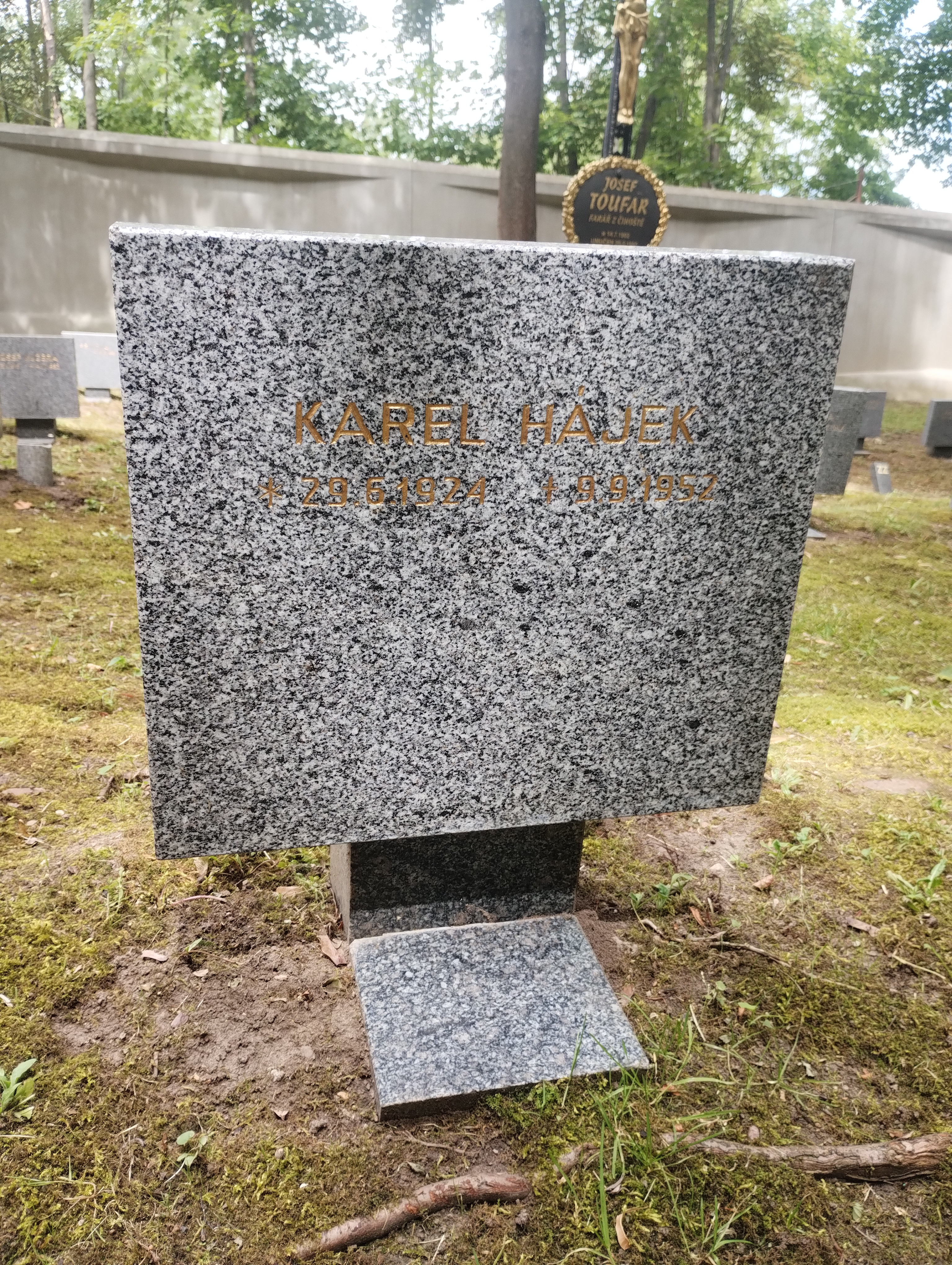
Symbolický náhrobek Karla Hájka na Čestném pohřebišti v Ďáblicích

Po únorovém převratu se zapojil do protikomunistického odboje. Stal se členem ilegální organizované skupiny, kterou vedl kurýr zpravodajských služeb západních zemí Vladimír Komárek. Komárkovi Hájek pomáhal od jara 1949, přičemž v lednu 1951 mu byla činnost skupiny prakticky zcela odtajněna. V Hájkově bytě poté až do jeho zatčení docházelo k vysílání, díky kterému skupina udržovala kontakt se členy na západě. Dne 11. února 1951 přišli příslušníci Státní bezpečnosti zatknout Hájkova spolupracovníka Josefa Pavelku, který ho s odbojovou skupinou a jejími aktivitami po únorovém převratu seznámil. Pavelka z bytu unikl, při přestřelce nicméně smrtelně zranil jednoho z příslušníků Státní bezpečnosti, načež byla zahájena rozsáhlá razie. Hájek byl zadržen již den poté. Převezen byl do Pankrácké věznice, kde byl spolu s dalšími členy skupiny a protikomunistickými odbojáři opakovaně brutálně vyslýchán. Proces s odbojovou skupinou kolem Vladimíra Komárka, který zatčení unikl, se konal v březnu 1952. Za trestný čin velezrady, vyzvědačství a pomoc k vraždě byl odsouzen k doživotnímu trestu odnětí svobody. Po odvolání prokurátora mu byl trest u Nejvyššího soudu zvýšen na trest smrti. Společně s Josefem Pavelkou tak byl Hájek 9. září 1952 na dvoře věznice popraven. Pohřben byl ve společném hrobě v pražských Ďáblicích.